# Quasi quasi mi sposo
Quasi quasi mi sposo è un film del 1982 diretto da Vittorio Sindoni

## Trama
È la storia d'amore di due giovani neo-laureati, entrambi in cerca di lavoro e completamente diversi caratterialmente. 

## Critica
Nonostante le comparse di Renzo Arbore, Luciano Salce, Luciano De Crescenzo e Gabriele Ferzetti, il film non ottiene il successo sperato.